# Präsidentschaftswahl in Estland 1992

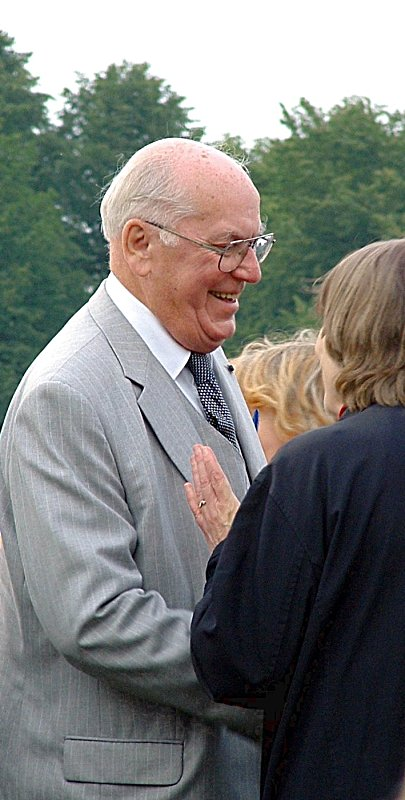
Lennart Meri wurde am 5. Oktober 1992 zum ersten Staatspräsidenten der Republik Estland nach Wiedererlangung der Unabhängigkeit gewählt

Die Präsidentschaftswahl in Estland 1992 fand am 20. September und 5. Oktober statt. Es war die erste Wahl zum estnischen Staatspräsidenten seit Wiedererlangung der staatlichen Unabhängigkeit von der Sowjetunion. Im Oktober 1992 wurde Lennart Meri (1929–2006) zum Staatspräsidenten gewählt.

## Hintergrund
Im Sommer 1940 hatte die Sowjetunion die Republik Estland besetzt und annektiert. Am 20. August 1991 erklärte Estland die Wiederherstellung seiner staatlichen Souveränität. Die Unabhängigkeit wurde am 6. September 1991 auch von der Sowjetunion völkerrechtlich anerkannt.
Am 3. Juli 1992 trat nach einer Volksabstimmung eine neue estnische Verfassung in Kraft. Am 20. September 1992 fand die Wahl zum estnischen Parlament (Riigikogu) statt.
Bei der ersten Wahl zum Staatspräsidenten nach Wiedererlangung der Unabhängigkeit fanden einmalig Sonderregelungen Anwendung:
- die Amtszeit des Staatspräsidenten beträgt ausnahmsweise lediglich vier anstatt fünf Jahre;
- es findet zunächst eine Volkswahl statt, in der derjenige Bewerber gewählt ist, der mehr als die Hälfte der abgegebenen Stimmen auf sich vereinigen kann;
- erhält in der Volkswahl kein Bewerber die notwendige Stimmenzahl, geht das Wahlrecht auf das Parlament über.

## Volkswahl (20. September 1992)
Die direkte Volkswahl des Staatspräsidenten fand parallel zur Wahl des ersten freigewählten Parlaments am 20. September 1992 statt. Die Wahlbeteiligung betrug 67,95 Prozent. In der Volkswahl konnte keiner der vier Bewerber die für die Wahl zum Staatspräsidenten notwendige Mehrheit auf sich vereinigen. 
| Kandidat       | Ja-Stimmen |
| -------------- | ---------- |
| Arnold Rüütel  | 41,77 %    |
| Lennart Meri   | 29,52 %    |
| Rein Taagepera | 23,39 %    |
| Lagle Parek    | 4,23 %     |

## Wahl im Parlament (5. Oktober 1992)
Damit ging das Recht zur Wahl des Staatspräsidenten auf das Parlament über. Die Wahl findet in geheimer Abstimmung statt. Es standen die beiden Kandidaten im Parlament zur Wahl, die in der Volkswahl die meisten Stimmen erhalten hatten.
Der ehemalige Außenminister Lennart Meri konnte die Abstimmung gegen den früheren Vorsitzenden des Obersten Sowjets, Arnold Rüütel, für sich entscheiden.
| Kandidat      | Ja-Stimmen |
| ------------- | ---------- |
| Lennart Meri  | 59         |
| Arnold Rüütel | 31         |
| Ungültig      | 11         |

Lennart Meri trat sein Amt am 6. Oktober 1992 mit der Vereidigung vor dem Parlament an. 1996 wurde Lennart Meri für eine zweite Amtszeit wiedergewählt.